# Guinea (región)

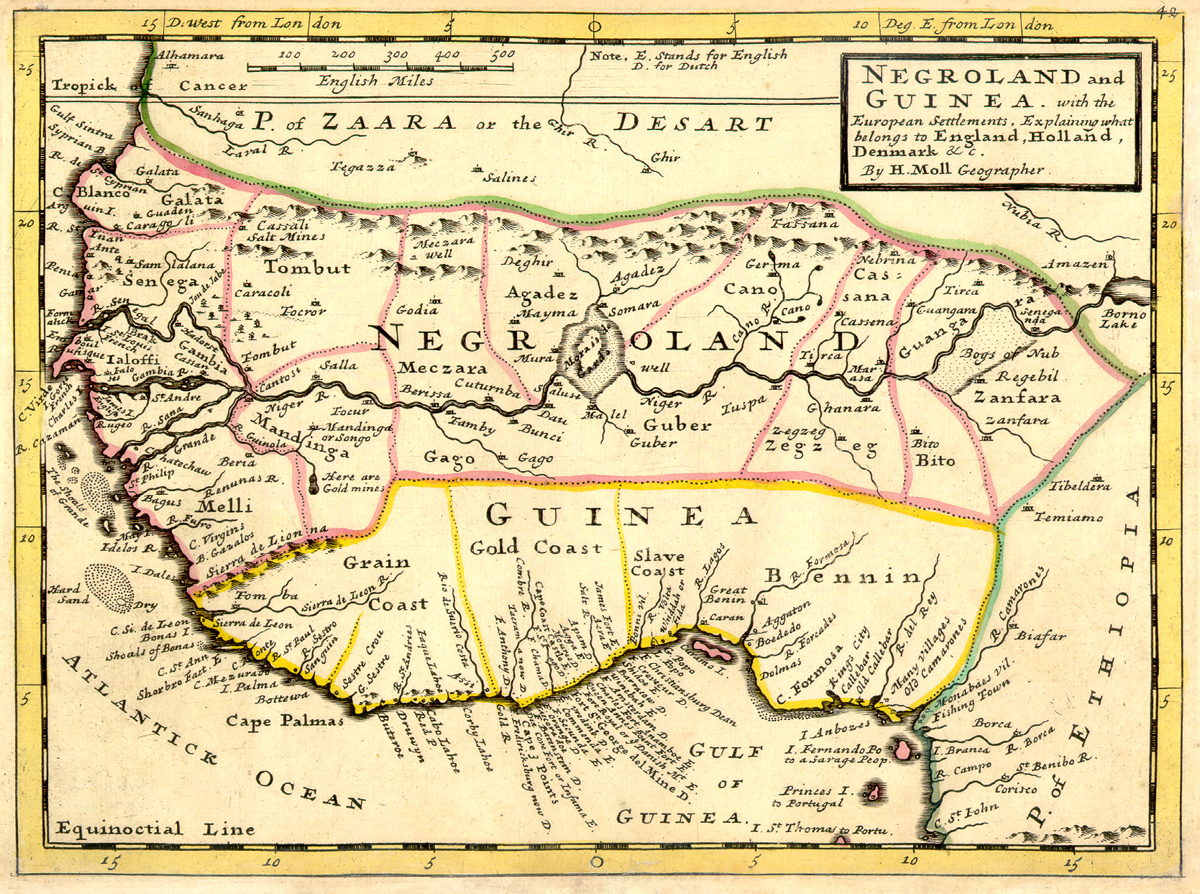
Mapa de la región de Guinea en 1729.

Guinea fue el nombre dado a partir del siglo XIV a una región costera imprecisa del Atlántico que probablemente correspondía a la zona situada entre los actuales estados de Gambia y Angola, en África. Tradicionalmente se dividió este territorio de África Occidental en dos regiones: Alta Guinea, desde el río Senegal hasta el cabo Palmas y Baja Guinea que comprendía el tramo entre el cabo Palmas y Camerún.

## Evolución del topónimo

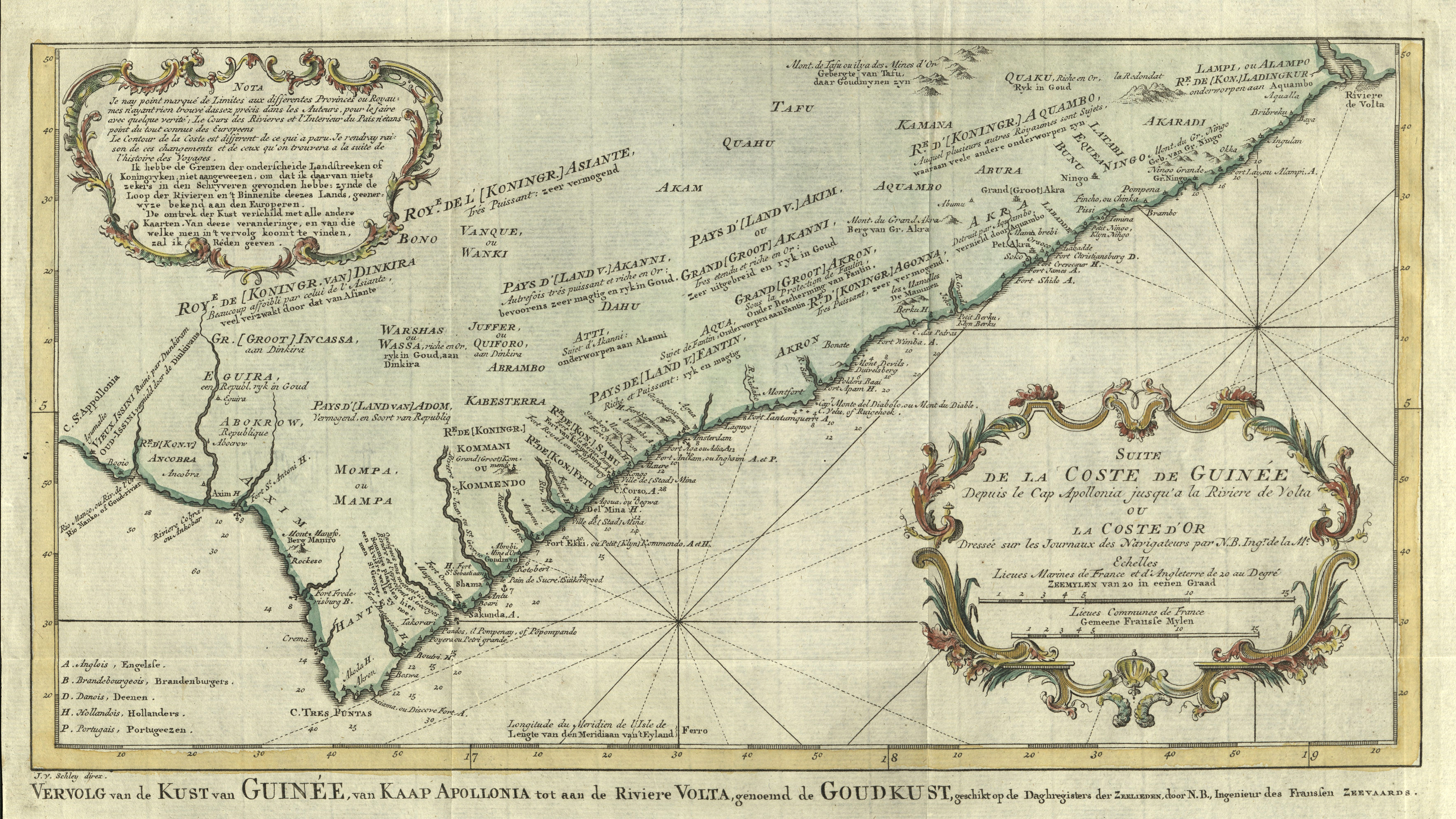
Jakob van der Schley, Verfolg van de Kust van Guinee, 1747

Se desconoce el origen del término Guinea que podría tener relación o bien con el Reino de Ghana o con el antiguo término bereber para designar a las personas negras, gnawa, a su vez procedente del plural de ignaw, que en la lengua amazig del sur  significa "mudo" o "persona que no habla nuestro idioma".
Un vago conocimiento de una región costera del Atlántico llamada Guinea situada al sur del gran desierto africano, poblada por negros y rica en oro, existía en Europa ya en el siglo XIV. El mapa de Angelino Dulcert de 1339 muestra el topónimo GANVYA y dice que es la «tierra de los negros». También el Atlas Medici de 1351 o 1370 muestra una provincia Ganuya y el Atlas Catalán de 1375 un topónimo Ginuia.
En el siglo XVII el topónimo Guinea abarcaba toda la costa occidental de África desde Senegal, en el norte, hasta Angola en el sur. Se distinguía una Alta Guinea, al norte del río Congo, y una Baja Guinea, al sur.

## Historia del golfo de Guinea
El golfo de Guinea es un área de pronta invención autónoma de la agricultura, mijo, sorgo y arroz y de la ganadería aviar hace cerca de 6000 años. Asimismo es una de las regiones más pobladas de África, siendo la cuna de grandes reinos e imperios africanos y unos de los lugares de donde fueron extraídas mayor número de personas esclavizadas entre los siglos XV y XIX.
La rica historia de Guinea comprende la de los imperios de Malí, Achati o Ashanti, Dahomey, el imperio yoruba de Oyo, y el reino de la ciudad estado de Benín entre otros. Región tradicionalmente productora de oro y nuez de kola así como deficitaria en sal, sostuvo un importante comercio con el Área del Sahel. Con la llegada de los europeos y meced al tráfico de personas esclavizadas los reinos esclavistas se consolidan al tiempo que se debilitan las estructuras políticas no esclavistas. El área cae en la decadencia más absoluta a partir del siglo XIX y con la subsiguiente invasión europea se sella la desaparición de la soberanía de los reinos tradicionales.

## Países de la región de Guinea
- Benín
- Costa de Marfil
- Guinea Ecuatorial
- Ghana
- Guinea
- Guinea-Bisáu
- Liberia
- Sierra Leona
- Togo
- Nigeria
- Camerún